# Appareil anglais

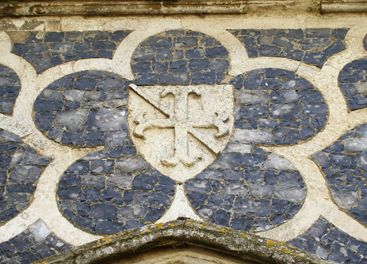
Armoiries de Guy Ferre (d.1323) réalisées dans un appareil anglais au prieuré de Butley, dans le Suffolk

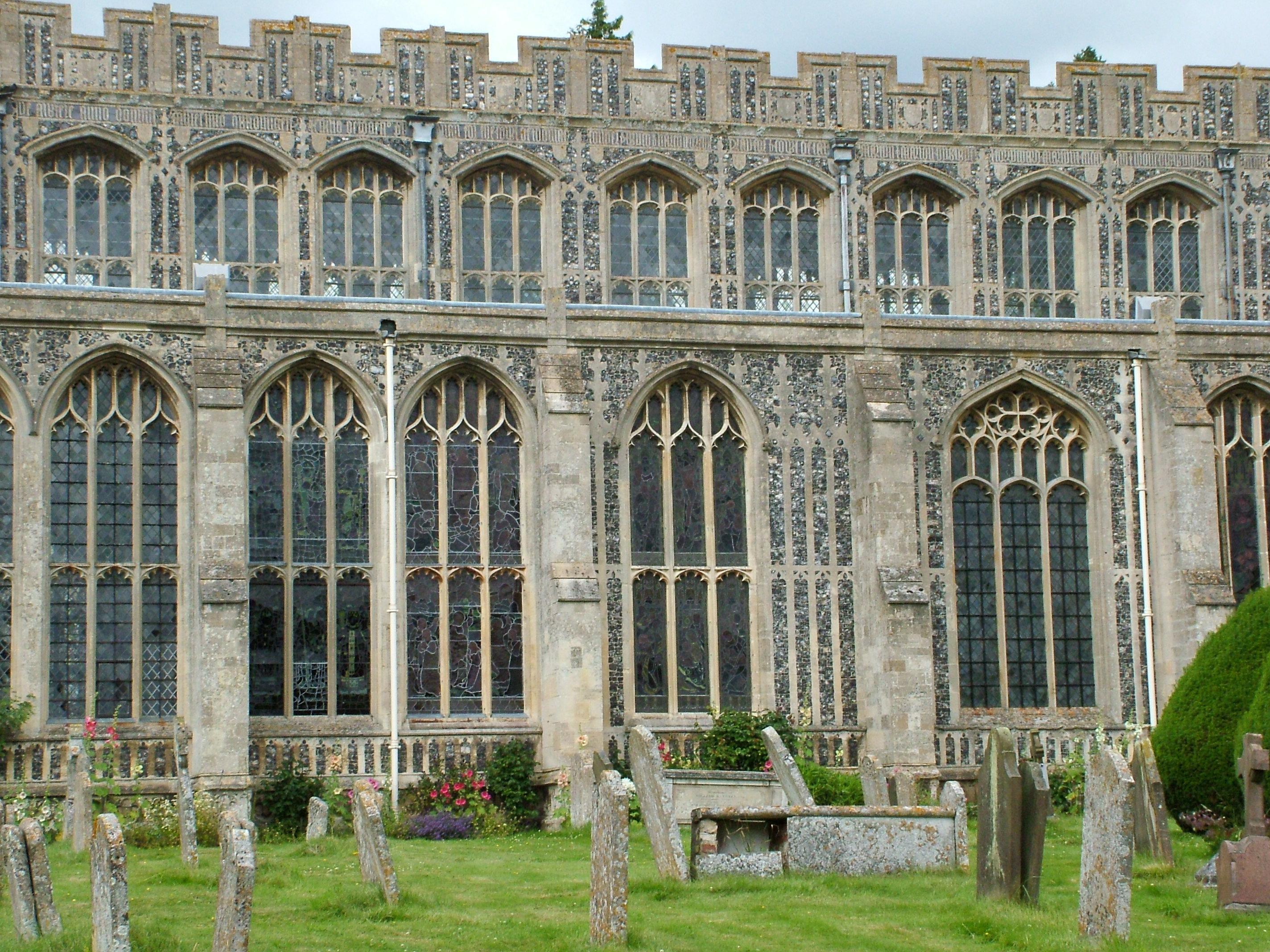
Appareil sophistiqué mêlant silex et craie à l’église de la Sainte-Trinité (Long Melford) (XVe siècle).

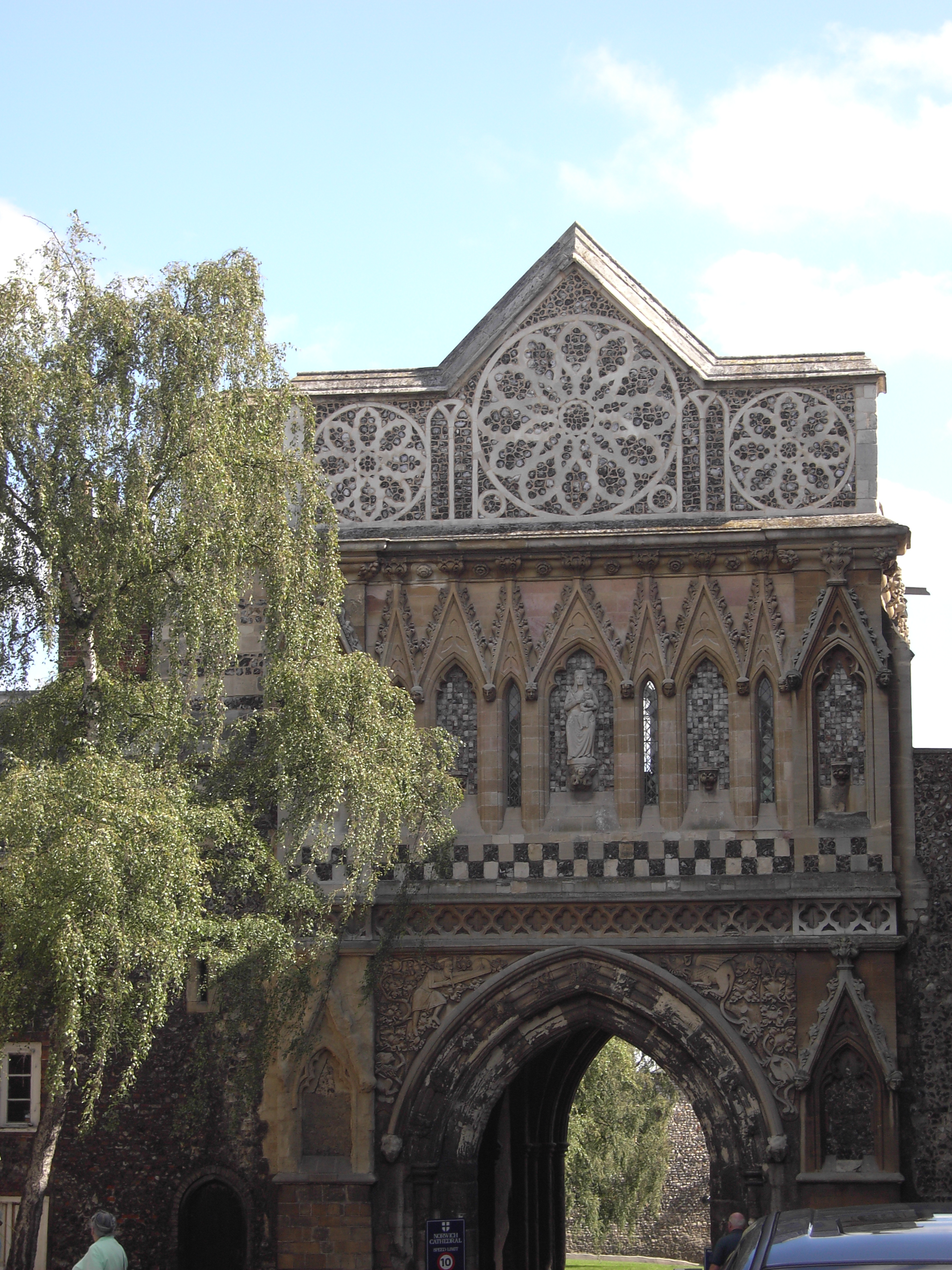
La porte d’Ethelbert à l’entrée de la Cathédrale de Norwich.

En architecture, l’appareil anglais (flushwork) est un remplage consistant en une combinaison décorative de silex et de parpaings. Lorsque les parpaings forment le bossage d'un appareil en silex, le terme utilisé en anglais est proudwork.
Les tympans en appareil anglais sont un motif caractéristique du style perpendiculaire, période de l'architecture gothique en Angleterre. L’appareil anglais est fréquent sur les façades médiévales (pour la plupart celles d'églises) du Sud de l'Angleterre et surtout de l'Est-Anglie. L’appareil anglais apparaît au début du XIVe siècle, mais son apogée coïncide avec l'âge d'or de la draperie anglaise, entre 1450 et la Réforme anglicane des années 1520 : la grande période des bâtisseurs de cathédrales s'achève et la brique supplante la pierre taillée. Cette technique a été reprise occasionnellement ensuite, et même a connu une véritable renaissance au XIXe siècle. Elle est toujours employée dans l'architecture moderne, ainsi que dans la restauration ou l'agrandissement d'édifices anciens.

## Technique
L'appareil mixte, et plus généralement la construction en silex, fleurit ordinairement dans les régions pauvres en pierre à bâtir. Malgré le coût de main d’œuvre pour exécuter ce type de maçonnerie, elle revient pourtant moins cher que l'importation par bateau de moëllons.
Dans l'appareil mixte, les silex sont soigneusement équarris selon le clivage, et rapportés à l'ensemble en fonction de leur cohérence géométrique et chromatique. Les moëllons sont généralement de craie tendre, importée par bateau depuis Caen en Normandie ou d'autres carrières du continent, ce qui permet un contraste maximum avec l'éclat sombre et le relief du silex.

## Emploi
Les motifs les plus fréquents dans ce style sont des arcades, des damiers (parements bichromatiques), écussons et panneaux héraldiques, initiales ou inscriptions complètes. Dans bien des cas, ces motifs ne font que reprendre ce qui se pratiquait en pierre taillée ou sculptée.
Comme pour la pierre taillée, les frises en appareil mixte sont le plus souvent utilisées pour les tympans et architraves, ou pour la décoration (souvent a posteriori) des parapets en couronnement des tours. Peu d'églises présentent cet appareil sur toutes leurs façades principales : une exception notable est l’église de la Sainte-Trinité de Long Melford. Les porches rapportés sur une église arborent souvent un appareil mixte criard, par exemple à la cathédrale de Chelmsford.
Il arrive que de grandes surfaces présentent un motif dichromatique bourguignon ou à damier, dont les parements en pierre (souvent de teinte particulière, comme la pierre de Chilmark, le grès vert ou certaines craies) alternent avec des panneaux rectangulaires en silex pour former un damier. Ce style est caractéristique de l'architecture du Wiltshire, tant profane que religieuse. Les motifs à damier sont aussi très présents en Est-Anglie, comme sur l'Hôtel des guildes de Norwich (fig. infra), la chapelle Saint-Nicolas de Gipping, ou le clocher victorien St Mary-le-Tower d’Ipswich.

## Exemples
La porte d'Ethelbert de la cathédrale de Norwich est l'un des plus beaux exemples encore visibles des débuts de l'appareil anglais : commencée en 1316–17, elle fut achevée dans la décennie qui suivit. Il ne subsiste plus que neuf édifices de cette nature et de cette période primitive (la porte armoriée du prieuré de Butley (Suffolk), qui date de 1325, par exemple), mais la porte d'Ethelbert se distingue des autres par le fait qu'elle arbore ce motif sur les quatre pans de façade. Le côté dont on voit ici la photo comporte un dessin sophistiqué dans le panneau supérieur, fait de silex arrondis pour les arabesques ; malheureusement cette section a été remaniée au XIXe siècle et diffère légèrement de l'original. Les moëllons en craie sont inhabituellement dominants dans l'appareil à bossages couronnant la statue ; les silex, taillés en carreaux, ont été choisis pour leur teinte claire. L'ensemble est souligné par deux rangées de silex noirâtre alternant avec des moëllons de craie.
L’église de la Sainte-Trinité de Long Melford est considérée comme l'une des plus belles églises profanes d'Angleterre. Elle présente quatre niveaux d'arcade, des blasons, et une longue inscription courant sous les créneaux : les noms de maîtres drapiers qui ont financé sa construction. L'église de Stratford St Mary arbore aussi de longues inscriptions, mais ce sont ici des prières à la mémoire des donateurs.
Selon Stephen Hart, il y aurait en Angleterre plus de 500 églises comportant ce type d'appareil. Hormis celles déjà citées ci-dessus, les plus belles sont l'église Saint-Edmond de Southwold, l'église Sainte-Marie de Woolpit, l'église Sainte-Marie d’Earl Soham et plusieurs églises de Norwich. Le chœur orienté de l'église de Barsham (Suffolk) comporte une frise qui, du vitrail, traverse tout le mur ; la date de sa construction est des plus incertaines.

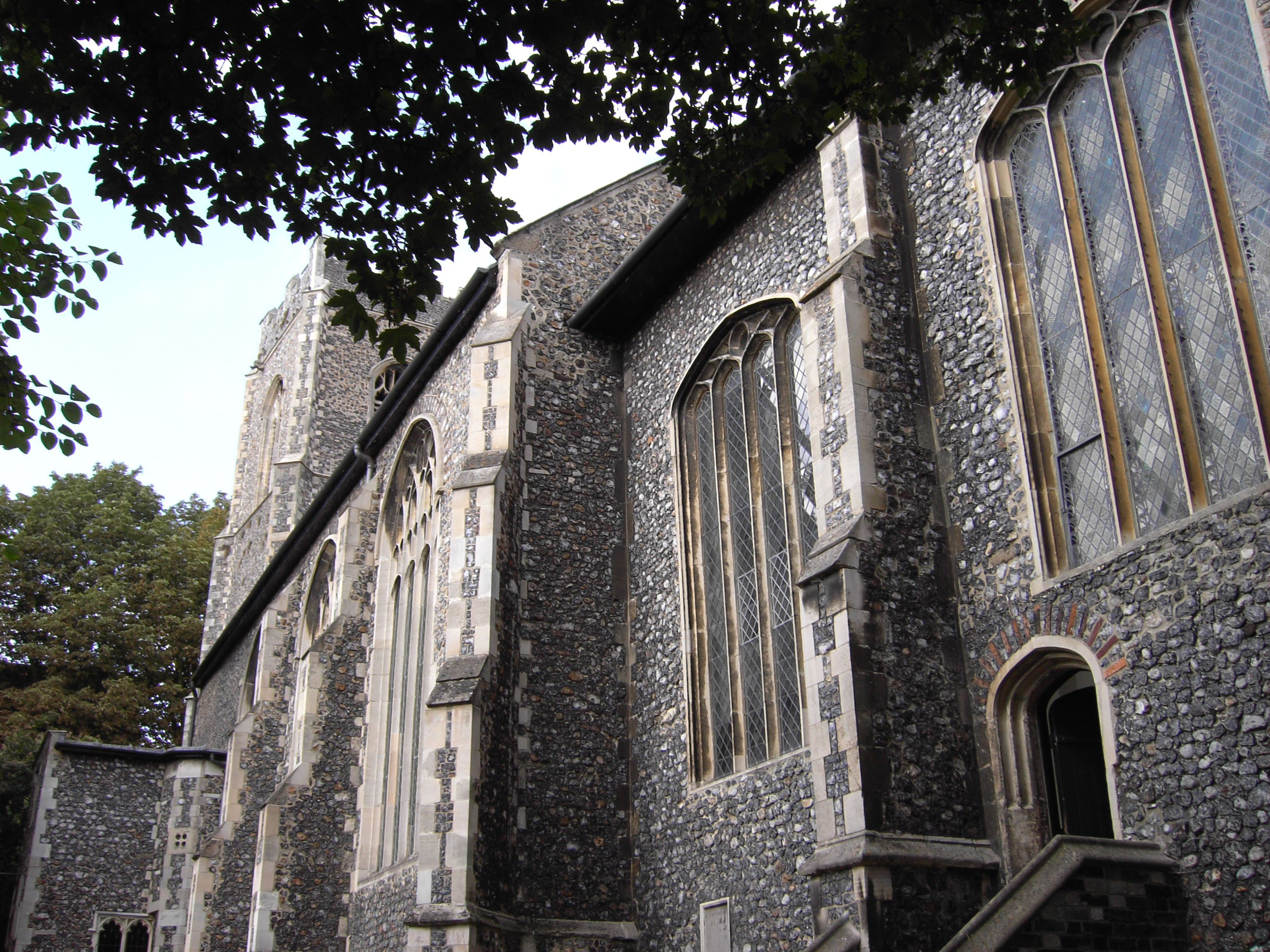
Les perspectives qu’offre le contraste de la craie avec les éclats de silex dans les chaînes d'angle a sans aucun doute inspiré l'appareil à silex anglais (église Saint-Pierre  de Parmentergate (Norwich)).
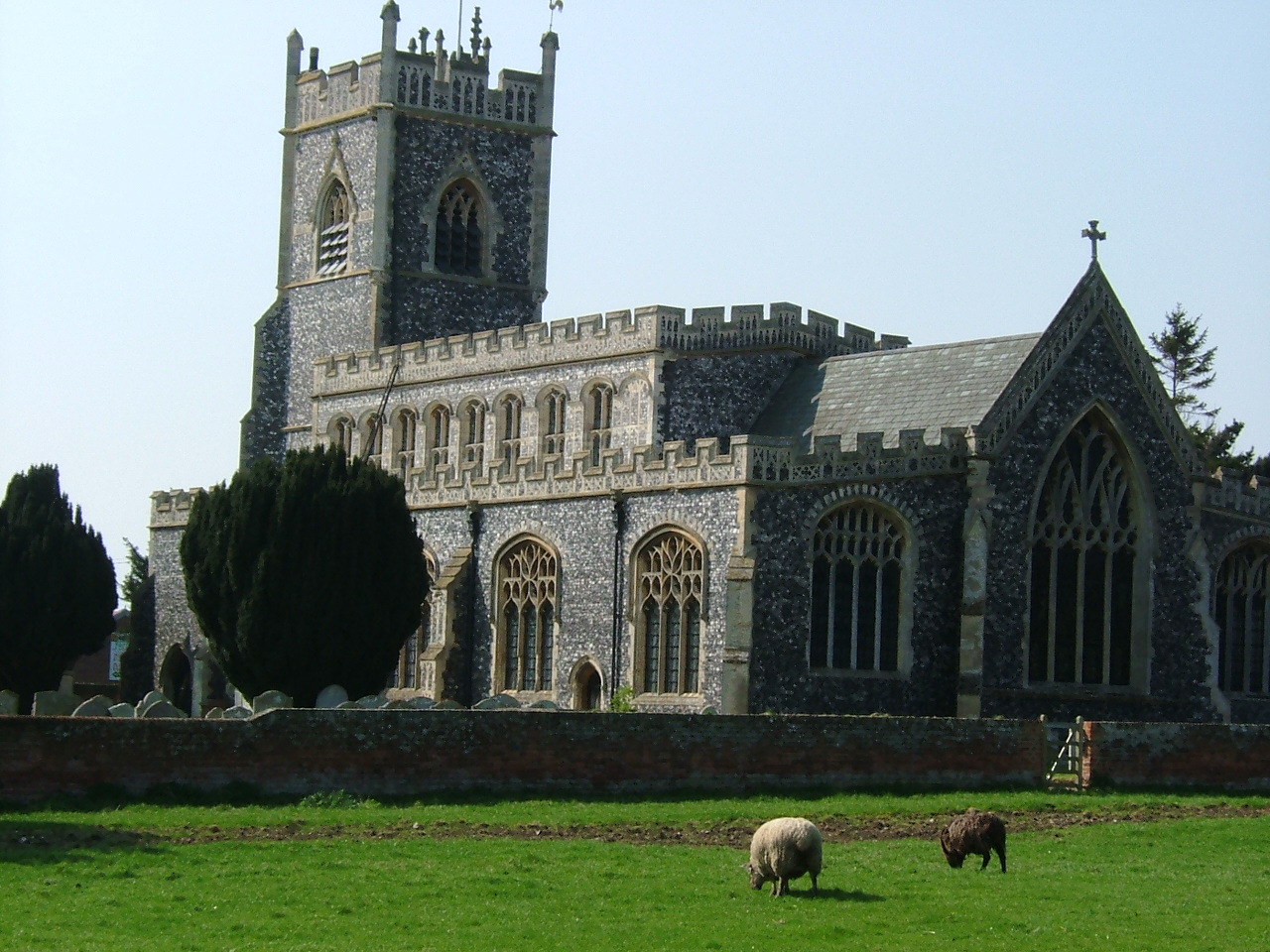
Appareil à silex typique d'une église de village à Stratford St Mary, dans le Suffolk
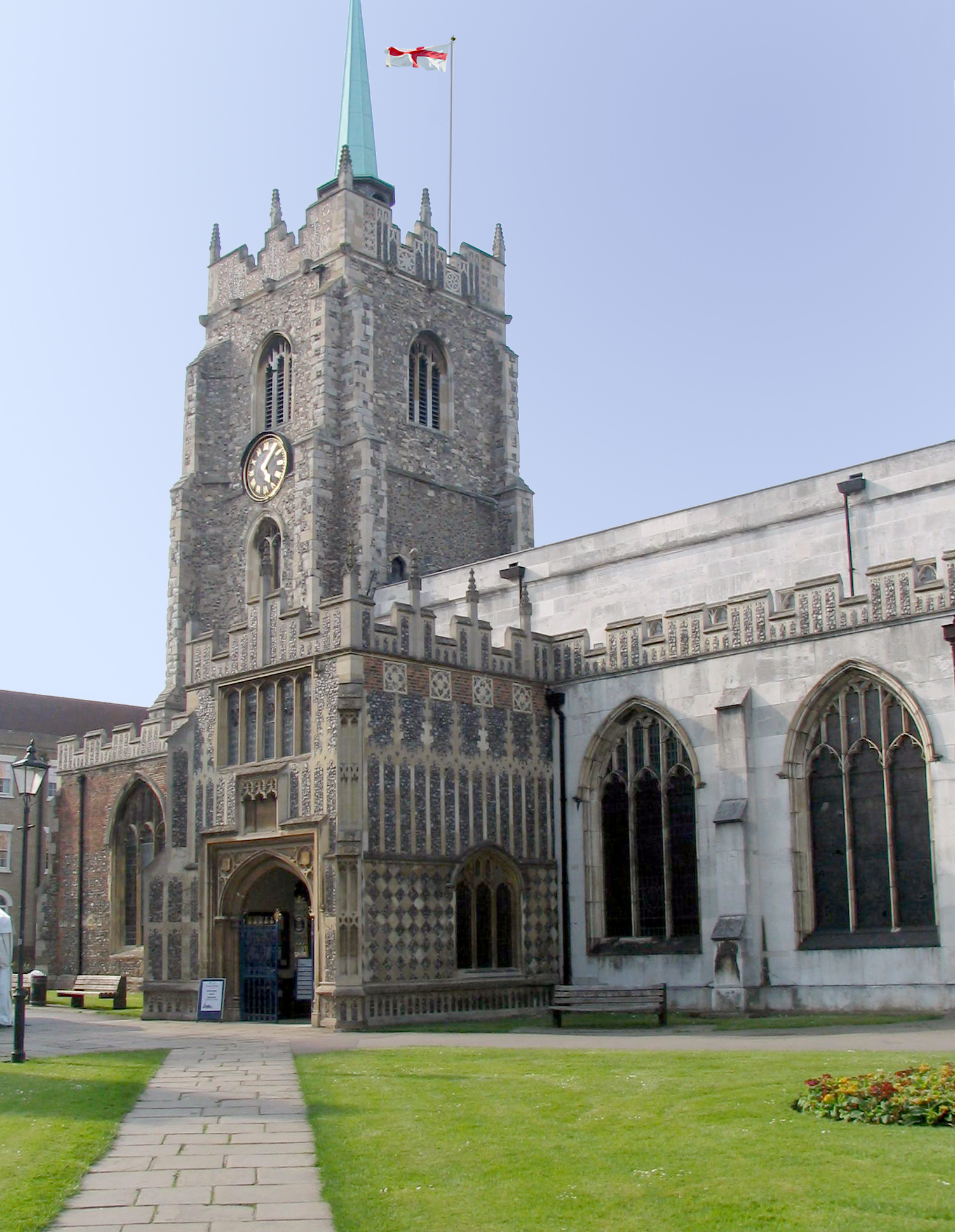
Apparition de la brique en partie supérieure du porche de la cathédrale de Chelmsford (vers 1500).
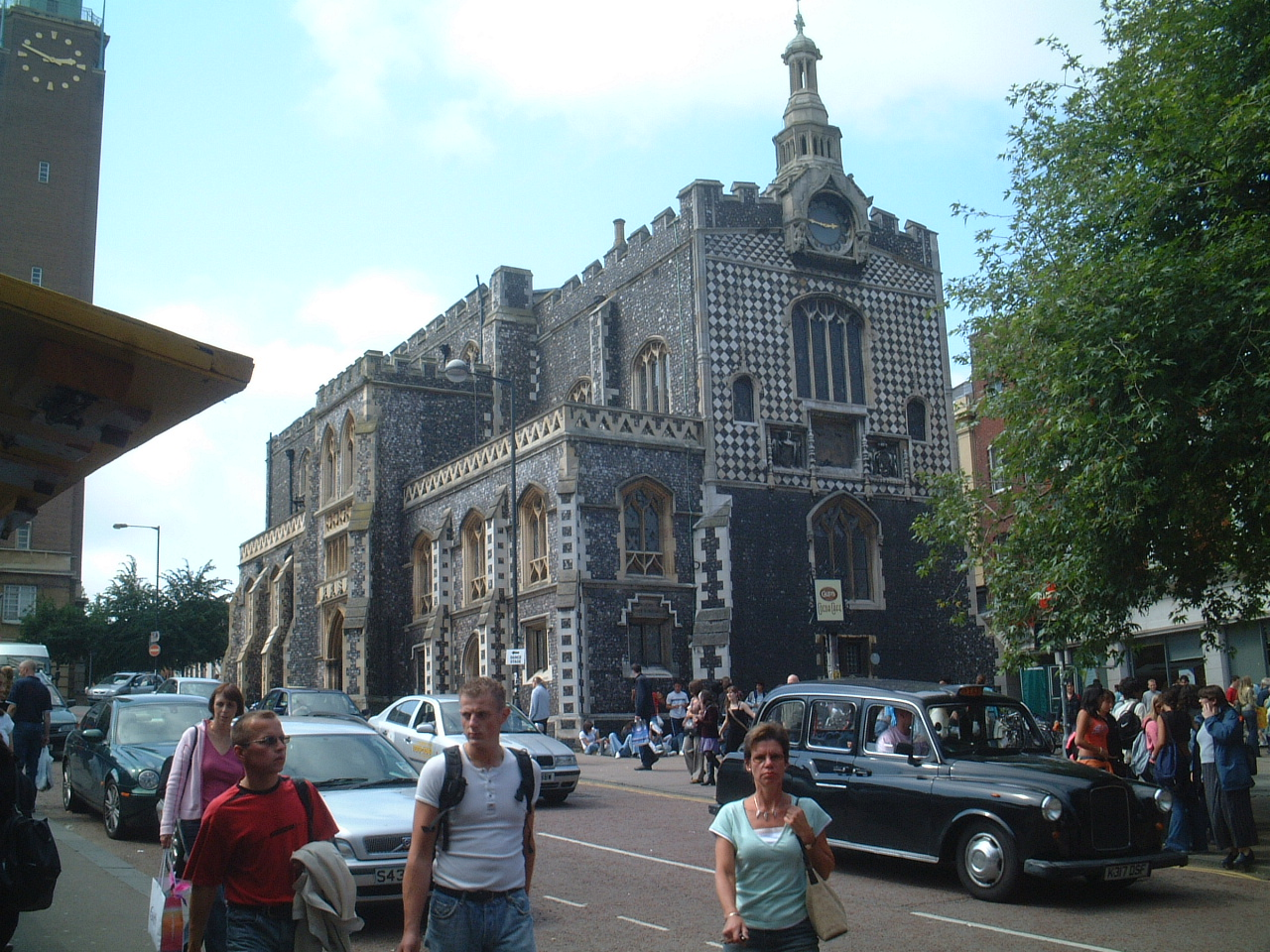
Un édifice civil à motif dichromatique : l'Hôtel des Guildes de Norwich, construit en 1407-12[10].